# Садхана

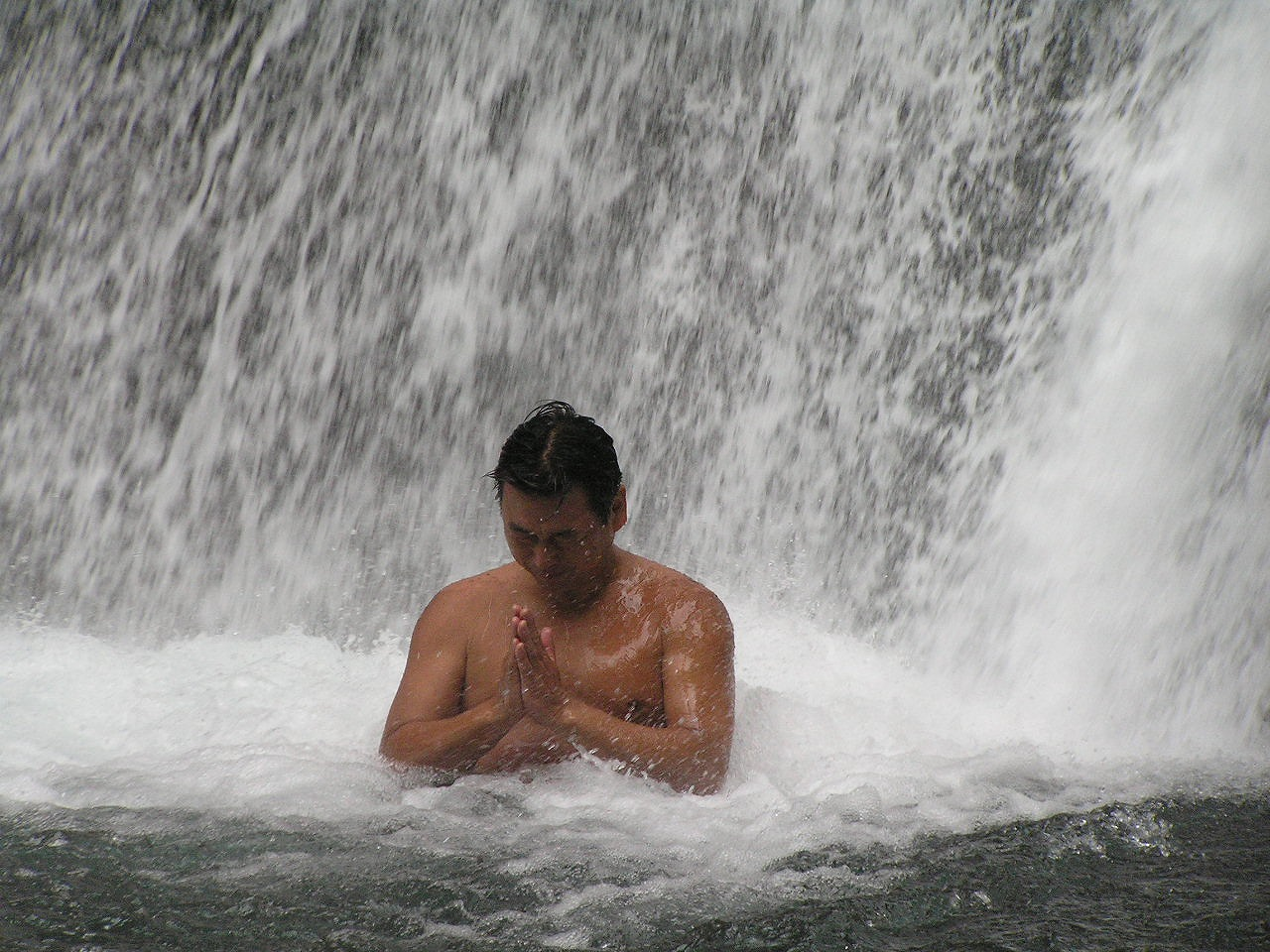
Буддійська садхана, Японія

Са́дхана (Sādhanā IAST, साधना IAST) — санскритський термін, яким в індуїзмі і буддизмі називають духовну практику і який також можна перекласти як «засіб для досягнення чогось». Садхана охоплює ряд духовних дисциплін різних індуїстських і буддійських традицій. Садхані слідують заради досягнення різних духовних і ритуальних цілей, заради духовного очищення і прогресу у духовному житті. Цілями садхани можуть бути досягнення духовного просвітлення, чиста любов до Бога, звільнення з циклу сансари, набуття благословення якогось божества або форми Бога. Практика садхани, як правило, полягає в регулярній, щоденній медитації, повторення мантр (часто з використанням джапа-малі), вчиненні пуджі божеству, проведення яджн. У деяких традиціях, частиною садхани може бути самокатування або вчинення певних практик в місцях кремації померлих. Традиційно в індуїзмі і буддизмі садхана практикується під керівництвом гуру. У деяких традиціях отримання від гуру духовного посвячення є однією з стадій у практиці садхани. З іншого боку, часто садхану практикують без особливого керівництва, індивідуально і без участі в яких-небудь релігійних групах.
Людину, що присвятила себе практиці садхани, називають терміном садхака (чоловіка) або садхіка (жінку). Цей термін близький за значенням з такими словами як «йогін (йог)» або «йогіні».
Схоже значення термін «садхана» також має в сикхізмі.